# Síndrome del túnel carpià
La síndrome del túnel carpià (STC) o síndrome del canal carpià és una síndrome que ocorre quan el nervi medià, que abasta des de l'avantbraç fins a la mà, es pressiona o s'atrapa a nivell del canell. El nervi medià controla les sensacions de la part posterior dels dits de la mà (excepte el dit petit), així com els impulsos d'alguns músculs petits de la mà que permeten que es moguin els dits i el polze. El túnel carpià -un passadís estret i rígid del lligament i els ossos de la base de la mà- conté el nervi i els tendons mitjans. Algunes vegades, l'engruiximent dels tendons irritats o altres inflamacions estrenyen el túnel i fan que es comprimeixi el nervi medià. El resultat pot ser dolor, debilitat o entumiment de la mà i el canell, irradiant-se per tot el braç. Encara que les sensacions de dolor poden indicar altres condicions, la síndrome del túnel carpià és de les neuropaties per compressió més comunes i àmpliament conegudes en les quals es comprimeixen o es traumatitzen els nervis perifèrics del cos.

## Símptomes

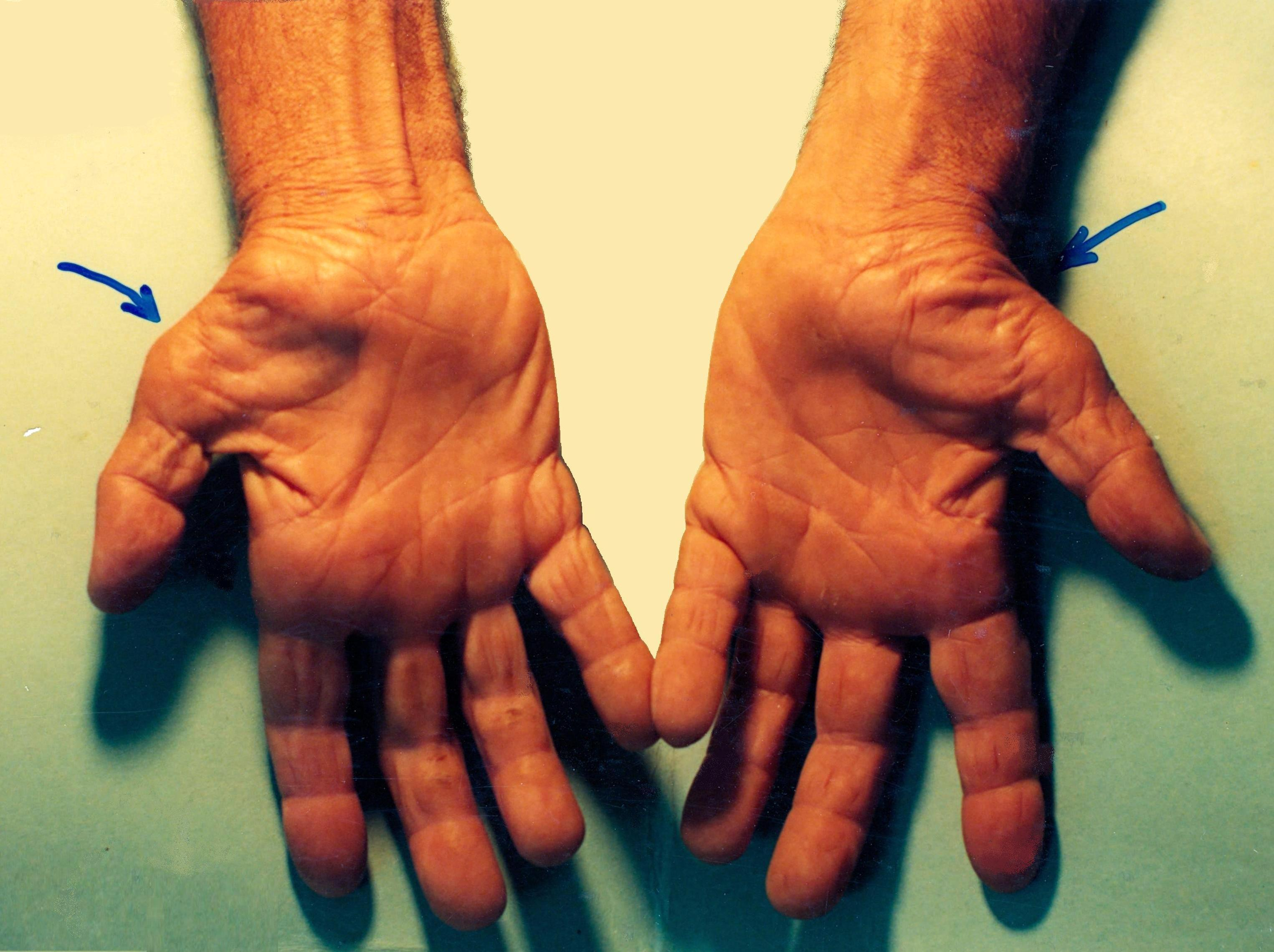
Síndrome del túnel carpià sense tractar.

Els símptomes generalment comencen gradualment i es manifesten amb sensacions de calor, enrampada o entumiment del palmell de la mà i els dits, especialment del polze i dels dits mig i índex. Alguns pacients que pateixen la síndrome del túnel carpià diuen que senten els seus dits inflats i inútils, a pesar de no presentar una inflor aparent. Els símptomes sovint apareixen primer en una o ambdues mans durant la nit, ja que molta gent dorm amb els canells doblegats. Una persona amb síndrome del túnel carpià pot despertar-se sentint la necessitat de "sacsejar" la mà o el canell. A mesura que els símptomes s'agreugen, els pacients comencen a sentir l'enrampada durant el dia. La disminució en el pols de la mà pot dificultar tancar el puny, agafar objectes petits o realitzar altres tasques manuals. En casos crònics i/o sense tractament, els músculs de la base del polze poden afeblir-se o atrofiar-se. Algunes persones no poden distingir el fred i la calor a través del tacte.

## Causes
Sovint, la síndrome del túnel carpià és el resultat d'una combinació de factors que augmenten la pressió en el nervi i els tendons mitjans al túnel carpià, en comptes de ser un problema del nervi pròpiament dit. El trastorn es deu molt probablement a una predisposició congènita - el túnel carpià és simplement més petit en algunes persones que en unes altres. Altres factors que contribuïxen al diagnòstic inclouen traumatismes o lesions al canell que causen la inflor, tal com una torçada o una fractura; hiperactivitat de la glàndula pituïtària; hipotiroïdisme (baixa funció de la glàndula tiroide); artritis reumatoide; problemes mecànics en l'entroncament del canell; estrès laboral; ús repetit d'eines manuals de vibració; retenció de líquid durant l'embaràs o la menopausa, o el desenvolupament d'un quist o d'un tumor al túnel carpià. En alguns casos és impossible determinar les causes. Existeixen poques dades clíniques que comproven si al realitzar moviments repetitius i forçats amb la mà i el canell en activitats laborals o de diversió pot causar la síndrome. Els moviments repetitius que es realitzen en el curs normal del treball o altres activitats diàries poden donar lloc a trastorns de moviments repetitius tals com bursitis (inflamació d'una borsa, petita borsa que facilita el moviment dels músculs i tendons sobre l'os) i tendinitis (inflamació dels tendons). L'enrampada d'escriptor - una condició causada per una falta en la coordinació motriu, dolor i pressió en els dits, el canell o l'avantbraç com a conseqüència d'una activitat repetitiva - no és un símptoma de la síndrome del túnel carpià.

## Diagnòstic
El diagnòstic i tractament primerencs són importants per a evitar danys permanents al nervi medià. Un examen físic de les mans, els braços, els músculs i el coll pot ajudar a determinar si les queixes del pacient es relacionen amb les seves activitats diàries o amb un trastorn no aparent i pot ajudar a eliminar altres condicions doloroses semblants a la síndrome del túnel carpià. Es verifica si el canell presenta estovament, inflor, calor o descoloració. Es comprova la sensibilitat de tots els dits i s'examina la fortalesa dels músculs de la base de la mà i si existeixen mostres d'atròfia. Les proves rutinàries de laboratori i les radiografies poden indicar si hi ha diabetis, artritis i/o fractures. Els metges poden utilitzar proves específiques per a intentar reproduir els símptomes de la síndrome del túnel carpià. A la prova de Tinel, el doctor copeja lleugerament o pressiona el nervi medià al canell del pacient. La prova és positiva si ocorre una espècie d'enrampada en els dits o una sensació de descàrrega elèctrica. A la prova de Phalen o flexió del canell, el pacient ha d'estirar els braços cap amunt amb els dits cap avall, pressionant el dors de les mans una contra l'altra. La presència de la síndrome del túnel carpià s'evidencia si un o més símptomes, com una sensació d'enrampada o un major entumiment, se senten en els dits en el termini d'un minut. Els metges poden també demanar que els pacients intentin fer un moviment que provoqui els símptomes. Sovint és necessari confirmar el diagnòstic per mitjà de proves d'electrodiagnòstic. En un estudi de la conducció del nervi, es col·loquen elèctrodes en la mà i el canell. S'apliquen petites descàrregues elèctriques i s'amida la velocitat amb la qual els nervis transmeten els impulsos. En una prova anomenada electromiografia, s'insereix una agulla fina en el múscul. L'activitat elèctrica que es mostra en una pantalla pot determinar la gravetat del dany que ha sofert el nervi medià. El processament d'imatges per ultrasò pot demostrar qualsevol deteriorament en el moviment del nervi medià. El processament d'imatges per ressonància magnètica pot mostrar l'anatomia del canell, però fins a la data no ha estat particularment útil en el diagnòstic de la síndrome del túnel carpià.

## Tractament
Els tractaments per a la síndrome del túnel carpià han de començar al més aviat possible, seguint instruccions mèdiques. Les causes menys evidents, tals com la diabetis o l'artritis s'han de tractar primer. El tractament inicial implica generalment mantenir en repòs la mà i del canell afectades almenys 2 setmanes, evitant activitats que puguin empitjorar els símptomes, i immobilitzant el canell amb una fèrula per a evitar danys addicionals per torçades o flexions d'aquesta. Si hi ha inflamació, l'aplicació de compreses fredes pot ajudar a reduir la inflor.

### Tractaments no quirúrgics

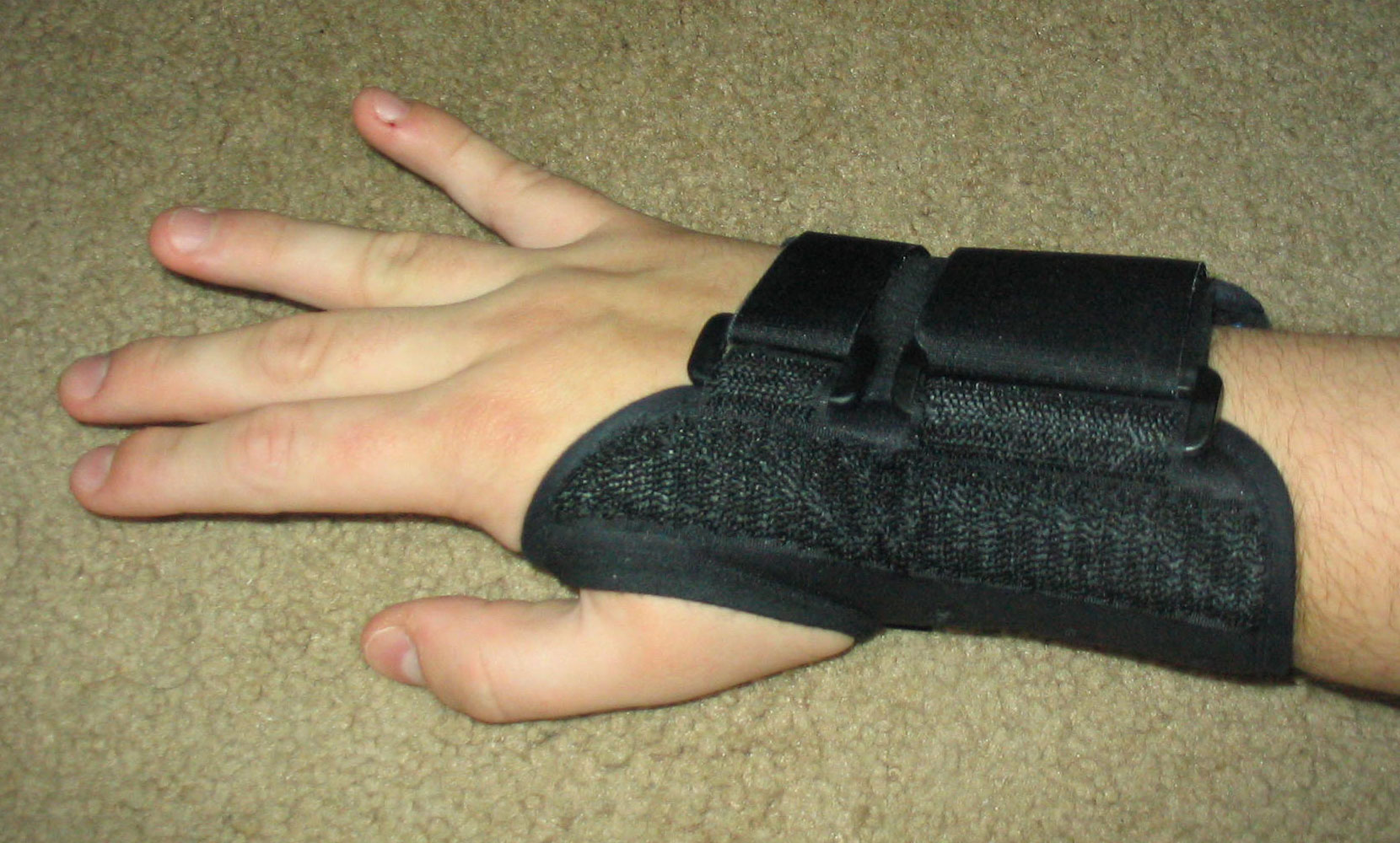
Fèrula utilitzada pel tractament del túnel carpià

Medicaments. En circumstàncies especials, diversos medicaments poden alleujar el dolor i la inflor associats a la síndrome del túnel carpià. Els medicaments antiinflamatoris no esteroidals, tals com l'aspirina, l'ibuprofèn i altres calmants del dolor sense recepta, poden ajudar a alleujar els símptomes que han estat presents per un temps curt o conseqüència d'una activitat forçosa. Els diürètics administrats per via oral poden disminuir la inflor. Els corticoesteroides tals com la prednisona o lidocaïna, injectats directament al canell o presos per via oral, poden alleujar la pressió en el nervi medià i proporcionar un alleugeriment temporal immediat a les persones amb símptomes lleus o intermitents. (Precaució: les persones amb diabetis o amb predisposició a la diabetis han de tenir present que l'ús perllongat de corticoesteroides pot dificultar la regulació dels nivells de la insulina. Els corticoesteroides no s'han de prendre sense haver estat receptats per un metge). A més, alguns estudis demostren que els suplements de la vitamina B6 (piridoxina) poden alleujar els símptomes de la síndrome del túnel carpià.
Exercici. Els exercicis d'estirament i enfortiment poden ser beneficiosos per a les persones els símptomes de les quals hagin disminuït. Aquests exercicis poden ser supervisats per un fisioterapeuta degudament entrenat per a tractar debilitacions físiques a través de l'exercici, o per un terapeuta ocupacional degudament entrenat per a avaluar pacients amb debilitacions físiques i ajudar-los a adquirir destreses per a millorar la seva salut i benestar.
Teràpies alternatives. Els tractaments per acupuntura i/o quiropràctics han beneficiat a alguns pacients, però la seva veritable eficàcia no ha estat comprovada. El ioga és l'excepció, ja que s'ha demostrat que reduïx el dolor i millora el pols en la mà en els pacients amb síndrome de túnel carpià.

### Tractaments quirúrgics
La descompressió del túnel carpià és un dels procediments quirúrgics més comuns als Estats Units. Aquesta cirurgia es recomana generalment si els símptomes duren almenys 6 mesos i involucra el separar una porció de teixit al voltant del canell per a reduir la pressió en el nervi medià. La cirurgia es realitza amb anestèsia local i no requereix hospitalització. Molts pacients requereixen cirurgia en ambdues mans. Existeixen diferents tipus de cirurgia de descompressió del túnel carpià:
La cirurgia de descompressió oberta, és el procediment tradicional utilitzat per a corregir la síndrome de túnel carpià consisteix a fer una incisió de fins a 2 polzades al canell i després tallar el lligament carpià per a engrandir el túnel carpià (conjunt d'ossos del canell). El procediment es fa generalment amb anestèsia local i és ambulatori, tret que hagi consideracions mèdiques inusuals. La cirurgia endoscòpica pot suposar una recuperació funcional més ràpida i causa menys malestar postoperatori que la cirurgia de descompressió oberta tradicional. El cirurgià fa dues incisions (d'aproximadament mitja polzada cadascuna) al canell i al palmell, insereix una càmera fotogràfica unida a un catèter, observa el teixit en una pantalla i talla el lligament carpià (el teixit que manté les conjuntures). Aquesta cirurgia endoscòpica de dos portals (incisions), realitzada generalment sota anestèsia local, és eficaç i reduïx al mínim les marques i l'estovament de cicatrius, en cas d'existir. També està disponible la cirurgia endoscòpica d'un portal per a la síndrome del túnel carpià. Encara que els símptomes es poden alleujar immediatament després de cirurgia, la recuperació total de la cirurgia del túnel carpià pot prendre mesos. Alguns pacients poden tenir infeccions, danys al nervi, rigidesa i dolors a la incisió. De tant en tant el canell pot perdre força a conseqüència d'haver tallat el lligament carpià. Els pacients han de realitzar fisioteràpia després de la cirurgia per a restaurar la força del canell. Alguns pacients poden necessitar fer canvis a les seves activitats laborals o fins a canviar de treball després de recuperar-se de la cirurgia. La recurrència de la síndrome de túnel carpià després del tractament és inusual. La majoria de pacients es recupera totalment.